# Malschule

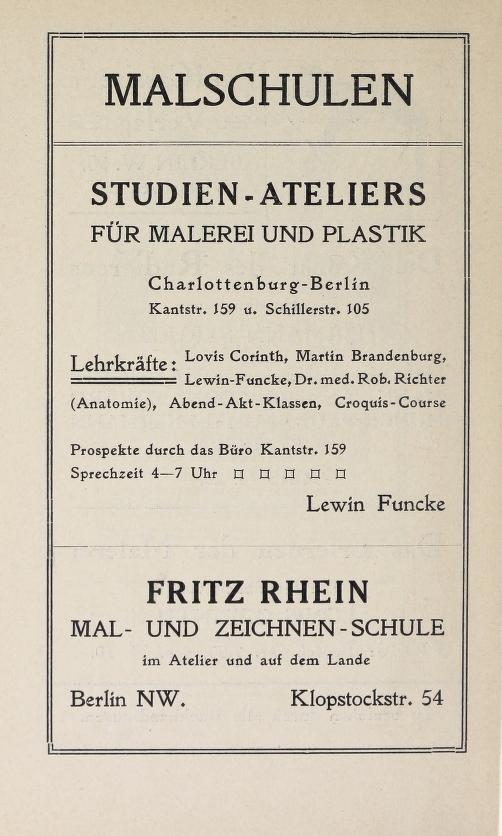
Anzeigen für Malschulen im Katalog der Berliner Secession, 1909

Eine Malschule bezeichnet in Abgrenzung von den staatlichen Kunstschulen- und -akademien zumeist privat aber auch kommunal betriebene Einrichtungen der Kunsterziehung.
Malschulen eröffnen interessierten Laien den Zugang zur Malerei, auch als Vorqualifikation für die spätere Aufnahme des Studiums an einer Kunstakademie. Gleichzeitig sind sie oft für Künstler eine zusätzliche Existenzabsicherung, in dem sie für den betreibenden Künstler zu einem regelmäßigen Zusatzeinkommen führen und Interessierte an das Atelier des Künstlers binden.